# Otium

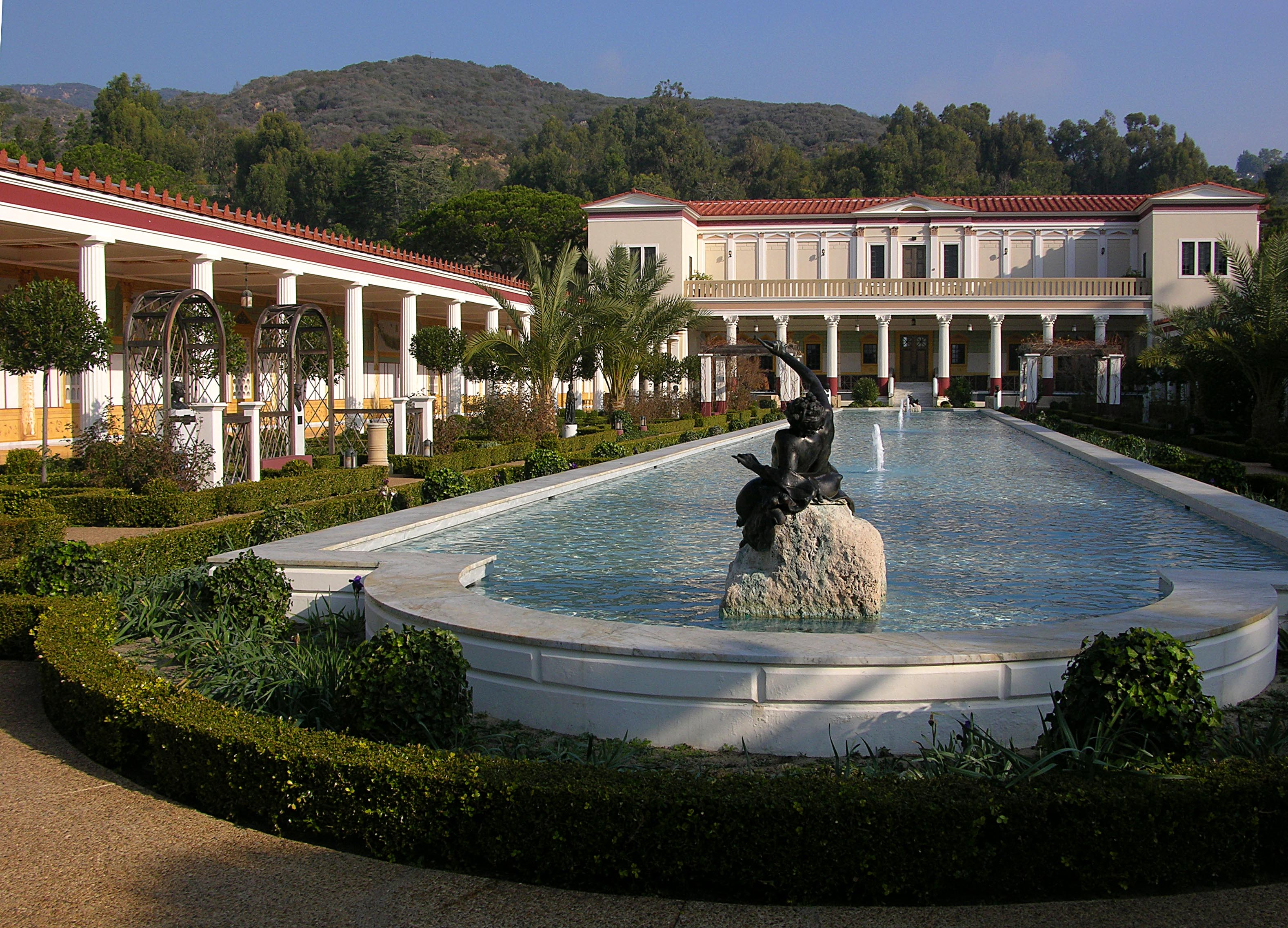
Villa Getty, illustration du mode de vie pendant lotium dans une villa de la Rome antique.

L'otium est un terme latin remontant au milieu du IIe siècle av. J.-C. qui recouvre différentes formes et significations dans le champ du temps libre. C'est le temps durant lequel une personne profite du repos pour s'adonner à la méditation, au loisir studieux. C'est aussi le temps de la retraite à l'issue d'une carrière publique ou privée, par opposition à la vie active, à la vie publique. C'est un temps, sporadique ou prolongé, de loisir personnel aux implications intellectuelles, vertueuses ou morales avec l'idée d'éloignement du quotidien, des affaires (negotium = neg-otium), et d'engagement dans des activités valorisant le développement artistique ou intellectuel (éloquence, écriture, philosophie). L'otium revêt une valeur particulière pour les hommes d'affaires, les diplomates, les philosophes ou les poètes,.

On trouve dans le dictionnaire latin-français Gaffiot des renvois à plusieurs phrases de Cicéron (-106, -42) qui emploient le mot otium, ainsi que de Tite-Live (env.-60, +17) et de quelques autres. Voici l'alinéa d'ouverture du De oratore de Cicéron :

« Souvent, mon frère Quintus, lorsque je réfléchis et que je rappelle dans ma mémoire les temps anciens, il m'arrive de regarder comme heureux tous les hommes qui, dans une république florissante, ont pu, comblés de la gloire et de l'honneur de leurs belles actions, passer leurs jours ou dans les affaires sans danger, ou dans le repos avec dignité [otium cum dignitate]. Je pensais que personne ne me refuserait le droit de revenir tout entier aux nobles études qui nous sont communes à tous les deux, alors que libre des travaux infinis du barreau et des lois de l'ambition, au terme des honneurs et sur le déclin de ma vie, je m'arrêterais. »

Sénèque (né en 4 apr. J.-C., mort en 65 apr. J.-C.) discute principalement des mérites de l'otium  dans trois de ses ouvrages, développant dans chacun un ou des avis différents : il le considère d'un côté comme la caractéristique de l’homme vraiment libre, mais en ajoutant qu’il est bon de le consacrer à un rôle social ou politique dans la cité. Voici la conclusion de la notice de Jacques Brunschwig à sa traduction du De la brièveté de la vie :
« [Deux] pôles [dans l'usage que fait un homme du temps de sa vie], l'un de dilution, l'autre de concentration, définissent du même coup deux catégories d'hommes, que Sénèque appelle les occupati et les otiosi. Ces deux termes sont délicats à traduire. Les otiosi les gens de loisir, comme nous avons traduit le plus souvent, sont ceux qui jouissent de l'otium, de la retraite, c'est-à-dire non seulement de l'exemption des responsabilités publiques, mais surtout de cette liberté intérieure, ignorante du souci et de la préoccupation, qui bien loin de se confondre avec l'inertie ou la paresse, est la condition nécessaire de l'exercice de l'esprit. On se souviendra que le mot grec σχολή [skholé], qui correspond à l'otium latin, est à l'origine du mot école [comme de school en anglais]. Quant aux occupati, ce ne sont pas seulement des gens occupés, au sens faible qui est devenu le nôtre, mais des gens qui s'absorbent entièrement (on serait tentés de dire : qui s'aliènent) dans leurs propres occupations, qu'il s'agisse des responsabilités de l'homme politique ou des devoirs frivoles du mondain. Nous avons cru pouvoir les désigner par le mot d'affairés, que nous pourrions justifier en disant que les occupati croient qu'ils ont à faire, tandis que les sages savent qu'ils ont à être ».
Comme Cicéron, Montaigne (1533-1592) pense que l’homme n’est pas vraiment lui-même dans la vie publique, le monde et le métier, mais dans la solitude, la méditation et la lecture. Il évoque la notion d’otium dans l’origine des Essais, après son retrait de la charge de conseiller au Parlement de Bordeaux, à l’âge de 38 ans. Ce à quoi il aspirait, suivant le modèle antique, c’était au repos studieux, au loisir lettré, à l’otium studiosus, afin de se trouver, de se connaître. Au chapitre VIII du premier livre des Essais, intitulé « De l’oisiveté », Montaigne commente ainsi son choix de se retirer chez lui, après la vie active :

« Dernièrement que je me retirai chez moi, délibéré autant que je pourrais, ne me mêler d’autre chose, que de passer en repos, et à part, ce peu qui me reste de vie : il me semblait ne pouvoir faire plus grande faveur à mon esprit, que de le laisser en pleine oisiveté, s’entretenir soi-même, et s’arrêter et rasseoir en soi : Ce que j’espérais qu’il pût meshui [désormais] faire plus aisément, devenu avec le temps, plus pesant, et plus mûr : Mais je trouve, variam semper dant otia mentem [toujours l’oisiveté rend l’esprit inconstant, Lucain], qu’au rebours faisant le cheval échappé, il se donne cent fois plus de carrière à soi-même, qu’il ne prenait pour autrui : et m’enfante tant de chimères et monstres fantasques les uns sur les autres, sans ordre, et sans propos, que pour en contempler à mon aise l’ineptie et l’étrangeté, j’ai commencé de les mettre en rôle espérant avec le temps, lui en faire honte à lui-même » (I, 8, 87). »

De nos jours, cette période de temps libre, éloignée du quotidien, consacrée à des activités intellectuelles ou créatives, est devenue un enjeu social pour certains sociologues. Elle apparaît nécessaire et donc rémunérée pour certaines professions (chercheurs, universitaires), elle s'étend maintenant dans certaines entreprises à des cadres et devient une revendication de nombreux salariés.

## Lieux de loisirs romain
Liste non exhaustive :
- Théâtre de Marcellus
- Théâtre de Balbus
- Théâtre de Pompée
- Odéon de Domitien
- Thermes de Caracalla
- Thermes de Trajan
- Thermes de Dioclétien